# 押川公近
押川 公近（おしかわ きみちか）は、安土桃山時代から江戸時代前期にかけての武将。島津氏の家臣。小返しの五本鑓の一人。

## 生涯
元亀2年（1571年） 、押川対馬守の次男として誕生。幼少の頃より力が強く水練に達者で、鉄砲の上手であった。一生の間に160人以上を撃ち取り、切り捨ては数知れずと記録される程の剛の者であった。祖父・押川讃岐守は、永禄7年（1564年）に島津義弘の飯野入りに従った60人の内の一人で、父・対馬守は球磨との国境を守る番として大口に配された9人の内の一人。公近も祖父や父、兄と同様に義弘の家臣として仕えた。
義弘に従い朝鮮出兵に従軍。慶長3年（1598年）10月、泗川新城に明軍数十万が押し寄せた際に物見となったが、川上久智より鉄砲は無用であると聞き、脇差のみで一里程進み出て物見を果たし、また城に戻ってからの泗川の戦いでも活躍し多数の敵を打ち果たした。
慶長5年（1600年）の関ヶ原の戦いにおいては西軍に加担した島津軍にあって、主に物見として敵情を調べた。伏見城の戦いの前には、妻の兄弟である浜田重昌（浜田主水）と共に城中に忍び入り、大垣に進出した際には、敵は遠路を駆け付けたために具足を枕に寝入っており夜討ちを仕掛ける好機である旨を義弘に伝えた。その後も江渡川まで物見に出た際に、敵を見掛けたため川を泳いで渡り、騎馬武者1人を馬から引き落として首を取って大垣へ走り返っている。三成は「大垣の太刀初め」とこれを喜び、公近に大判金1枚を下賜した。
9月15日の関ヶ原の戦いでの退却戦でも奮戦し、後に「小返しの五本鑓」の一人に数えられる。退却の際に義弘らと途中ではぐれ、同じくはぐれた者200余人と共に伊吹山に上がりそこから分散して逃げる事となったが、公近は能瀬早左衛門に捕えられる。公近は咄嗟に感状3枚を破り捨て三成から貰った大判を泥の中に踏み隠し、素性を隠した。一般の落ち武者として処刑されかけたところを徳川家旗本の山口直友に助けられ刀の大小と衣服を貰うが、公近は丸腰で直友の元を抜け出し、隠しておいた大判を拾ってから上方へと向かった。その途上、道端の仏堂にて眠っていた際に鰐口の鳴る音に目覚め、見ると大脇差を指した男がいたため、これに飛び掛かり脇差を奪ってその者を討ち果たした、という話も伝わる。京に入り、島津氏と縁がある近衛家の近衛信尹の屋敷に逃げ込み、信尹の支援により薩摩国へと無事に帰還を果たす。これらの武功により、加増50石と「強兵衛」の名を賜った。帰国後はすぐさま、三虚空蔵参りの名目で島津豊久の行方や他国の情勢を調べるため、3年ほど諸国を廻っている。
慶長15年（1610年）6月19日、入来郷の土瀬戸越にて義弘の子・島津家久（忠恒）の命により、桐野九郎左衛門尉と共に、謀叛を企てていると噂のあった平田増宗を鉄砲にて暗殺、上意討ちした。ところが、加治木の自宅へ帰る途中、増宗の従者が夜中に自宅へ押し掛け、公近の室に「増宗を襲った賊の落とした勝伏に押川郷兵衛と微かに名が見える」と述べるが、妻は「公近は姉が病のために今は菱刈表に行っておりまだ帰っていない」として追い返したため、事無きを得ている。増宗暗殺の功により桐野は銀子を、公近は36石を賜った。
義弘死後、殉死してその供をする旨を願い出るが、家久が直臣にしたいと申し出たためにそれに従い、慶長19年（1614年）に鹿児島へと移った。その際、家久より50石を加増するとの申し出があったが、公近は高禄となることを拒み小身に甘んじた。
寛永6年（1629年）に腫物を患い、家久は公近を見舞ったが、その数日後に死去した。